# Flora Mesoamericana
Flora Mesoamericana (abreviado Fl. Mesoamer.) es una revista con descripciones botánicas que fue editada conjuntamente por Gerrit Davidse, Mario Sousa Sánchez, Sandra Diane Knapp, Fernando Chiang Cabrera  & Arthur Oliver Chater y publicado por la Universidad Nacional Autónoma de México los volúmenes número 1 y 6 en el año 1994 y desde 2009 hasta ahora.